# Lịch sử xã hội
Lịch sử xã hội, thường được gọi là lịch sử xã hội mới, là một lĩnh vực lịch sử nhìn vào kinh nghiệm sống trong quá khứ. Trong "thời kỳ hoàng kim", đây là một môn học tăng trưởng lớn trong thập niên 1960 và 1970 trong số các học giả, và vẫn được đại diện trong các khoa lịch sử ở Anh, Canada, Pháp, Đức và Hoa Kỳ. Trong hai thập kỷ từ 1975 đến 1995, tỷ lệ giáo sư lịch sử tại các trường đại học Mỹ xác định lịch sử xã hội đã tăng từ 31% lên 41%, trong khi tỷ lệ các nhà sử học chính trị giảm từ 40% xuống 30%. Trong các khoa lịch sử của các trường đại học Anh và Ailen năm 2014, trong số 3410 giảng viên báo cáo, 878 (26%) tự nhận mình có lịch sử xã hội trong khi lịch sử chính trị tiếp theo với 841 (25%).
Tilly, một trong những nhà sử học xã hội còn sống nổi tiếng nhất, xác định các nhiệm vụ của lịch sử xã hội là: 1) Ghi chép lại những thay đổi lớn về cấu trúc; 2) tái cấu trúc kinh nghiệm của những người bình thường trong quá trình thay đổi đó; và (3) kết nối hai nhiệm vụ trên (1985: p22).

## Lịch sử xã hội cũ và mới
Lịch sử xã hội cũ (trước năm 1960) bao gồm nhiều chủ đề không phải là một phần của lịch sử chính thống của lịch sử chính trị, quân sự, ngoại giao và hiến pháp. Đó là một ngôi nhà không có chủ đề trung tâm, và nó thường bao gồm các phong trào chính trị, như Chủ nghĩa dân túy, mang tính "xã hội" theo nghĩa nằm ngoài hệ thống tinh hoa. Lịch sử xã hội trái ngược với lịch sử chính trị, lịch sử trí tuệ và lịch sử của những người vĩ đại. Nhà sử học người Anh GM Trevelyan coi đó là điểm kết nối giữa lịch sử kinh tế và chính trị, phản ánh rằng, "Không có lịch sử xã hội, lịch sử kinh tế là cằn cỗi và lịch sử chính trị không thể hiểu được". Mặc dù lĩnh vực này thường được xem là tiêu cực khi lịch sử với chính trị bị bỏ lại, nó cũng được bảo vệ với danh nghĩa là "lịch sử với con người được đưa trở lại." 

## Phong trào lịch sử xã hội mới
"Lịch sử xã hội mới" bùng nổ vào những năm 1960, nổi lên ở Anh, để nhanh chóng trở thành một trong những phong cách lịch sử thống trị ở Mỹ, Anh và Canada. Nó đã thu hút sự phát triển trong Trường Annales của Pháp, được tổ chức rất tốt và thống trị lịch sử Pháp, và ảnh hưởng đến phần lớn châu Âu và châu Mỹ Latinh. Jürgen Kocka tìm thấy hai ý nghĩa của "lịch sử xã hội". Ở cấp độ đơn giản nhất, đó là phân ngành lịch sử tập trung vào các cấu trúc và quy trình xã hội. Về vấn đề này, nó trái ngược với lịch sử chính trị hoặc kinh tế. Ý nghĩa thứ hai rộng hơn và người Đức gọi nó là "Gesellschaftsgeschichte." Đó là lịch sử của toàn bộ xã hội theo quan điểm lịch sử xã hội.
Hiệp hội Lịch sử Khoa học Xã hội được thành lập năm 1976 để tập hợp các học giả từ nhiều ngành quan tâm đến lịch sử xã hội. Nó vẫn hoạt động và xuất bản Lịch sử Khoa học Xã hội hàng quý. Lĩnh vực này cũng là chuyên ngành của Tạp chí Lịch sử xã hội, được Peter Stearns biên tập từ năm 1967. Nó bao gồm các chủ đề như quan hệ giới tính; cuộc đua trong lịch sử nước Mỹ; lịch sử của các mối quan hệ cá nhân; chủ nghĩa tiêu dùng; tình dục; lịch sử xã hội của chính trị; tội ác và hình phạt, và lịch sử của các giác quan. Hầu hết các tạp chí lịch sử lớn cũng có lượng người đọc đáng kể.
Tuy nhiên, sau năm 1990 lịch sử xã hội ngày càng bị thách thức bởi lịch sử văn hóa, trong đó nhấn mạnh ngôn ngữ và tầm quan trọng của niềm tin và giả định và vai trò nguyên nhân của chúng trong hành vi nhóm.